# Пруно (Лука)
Пруно је насеље у Италији у округу Лука, региону Тоскана.
Према процени из 2011. у насељу је живело 113 становника. Насеље се налази на надморској висини од 456 м.